# Fantom (film)
Fantom (tytuł oryg. The Phantom) – amerykańsko-australijski film przygodowy z 1996 roku na podstawie komiksów autorstwa Lee Falka.

## Fabuła
Według starej legendy w dżungli Bengalli jest schowana magiczna czaszka, która w połączeniu z dwiema pozostałymi daje siłę do panowania nas światem. W legendę uwierzył Quill, który wyruszył na poszukiwania czaszki. Był on współczesnym piratem, który pracował na życzenie Xandera Draxa. Zdobycie maski okazuje się nie takie proste, ze względu na Fantoma, który pilnuje czaszki. Jest nim skrywający się pod maską młodzieniec, który jest w stanie zrobić wszystko, aby chronić magiczny skarb, ponadto posiada niezwykłe zdolności. Razem z nadambitną dziennikarką Dianą Palmer będzie chodzić Draxowi po piętach tak długo, aż nie odzyska skradzionej czaszki i nie zniweczy jego dyktatorskich zapędów. 

## Główne role
- Billy Zane – Fantom / Kit Walker
- Kristy Swanson – Diana Palmer
- Treat Williams – Xander Drax
- Catherine Zeta-Jones – Sala
- James Remar – Quill
- Cary-Hiroyuki Tagawa – Wielki Kabai Sengh
- Bill Smitrovich – Dave Palmer
- Casey Siemaszko – Morgan